# Riksväg 92
Der Riksväg 92 ist eine schwedische Fernverkehrsstraße in Västerbottens län. Er bildet zugleich einen Teil der Ferienstraße Konstvägen sju älvar (Kunstweg sieben Flüsse).

## Verlauf
Die Straße zweigt an der Umgehungsstraße von Vännäs westlich von Umeå nach Westen vom Europaväg 12 ab und verläuft über Bjurholm, wo sie der Länsväg 353 kreuzt, und Fredrika, wo der von Örnsköldsvik kommende Länsväg 352 einmündet, nach Åsele. Dort kreuzt sie den Riksväg 90. Nach Westen setzt sich die Straße nach Dorotea fort und endet an der Einmündung in den Europaväg 45 (Inlandsvägen). Die Länge der Straße beträgt 178 km.